# Thrincophora
Thrincophora är ett släkte av fjärilar. Thrincophora ingår i familjen vecklare.

## Bildgalleri

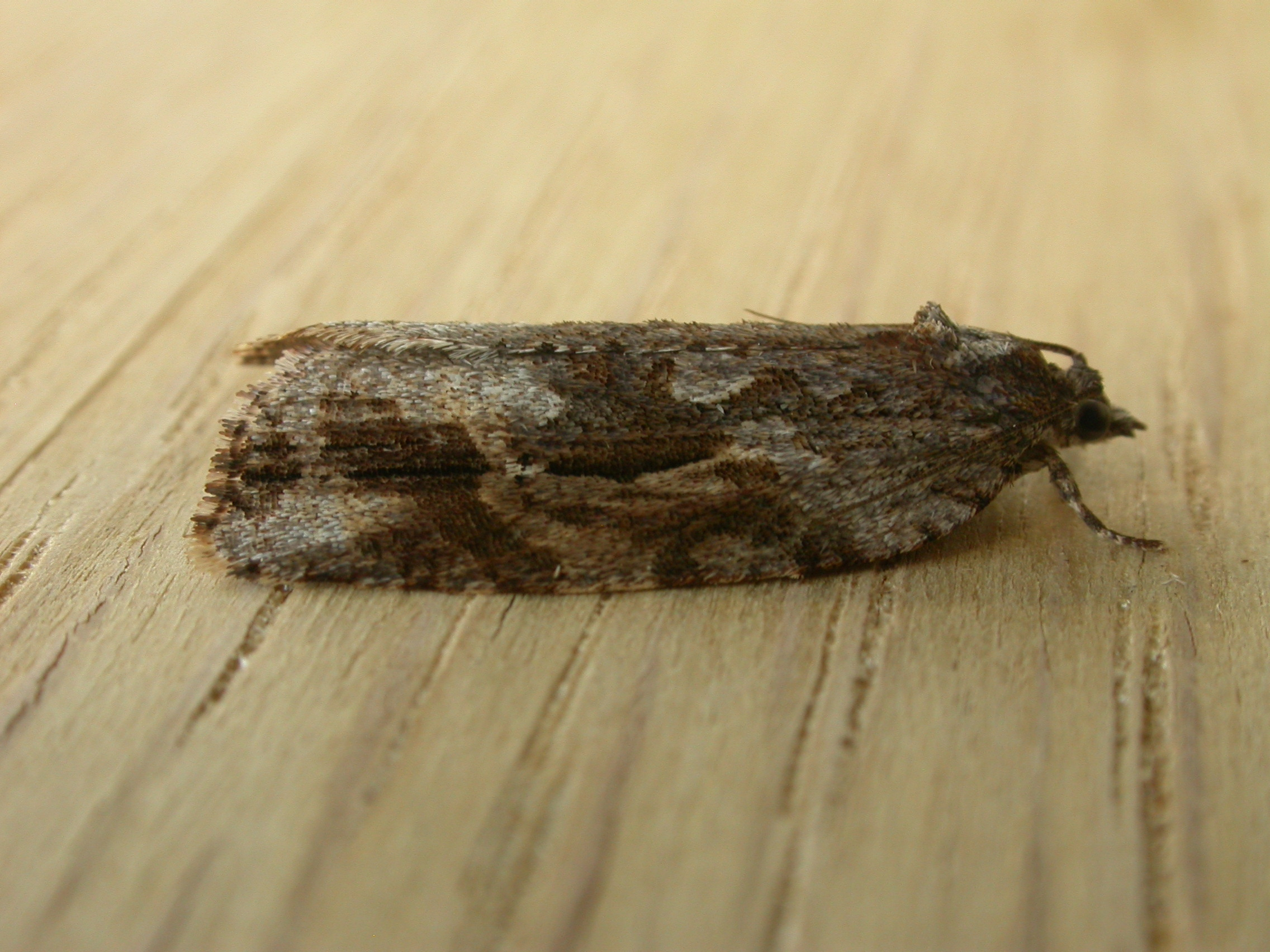
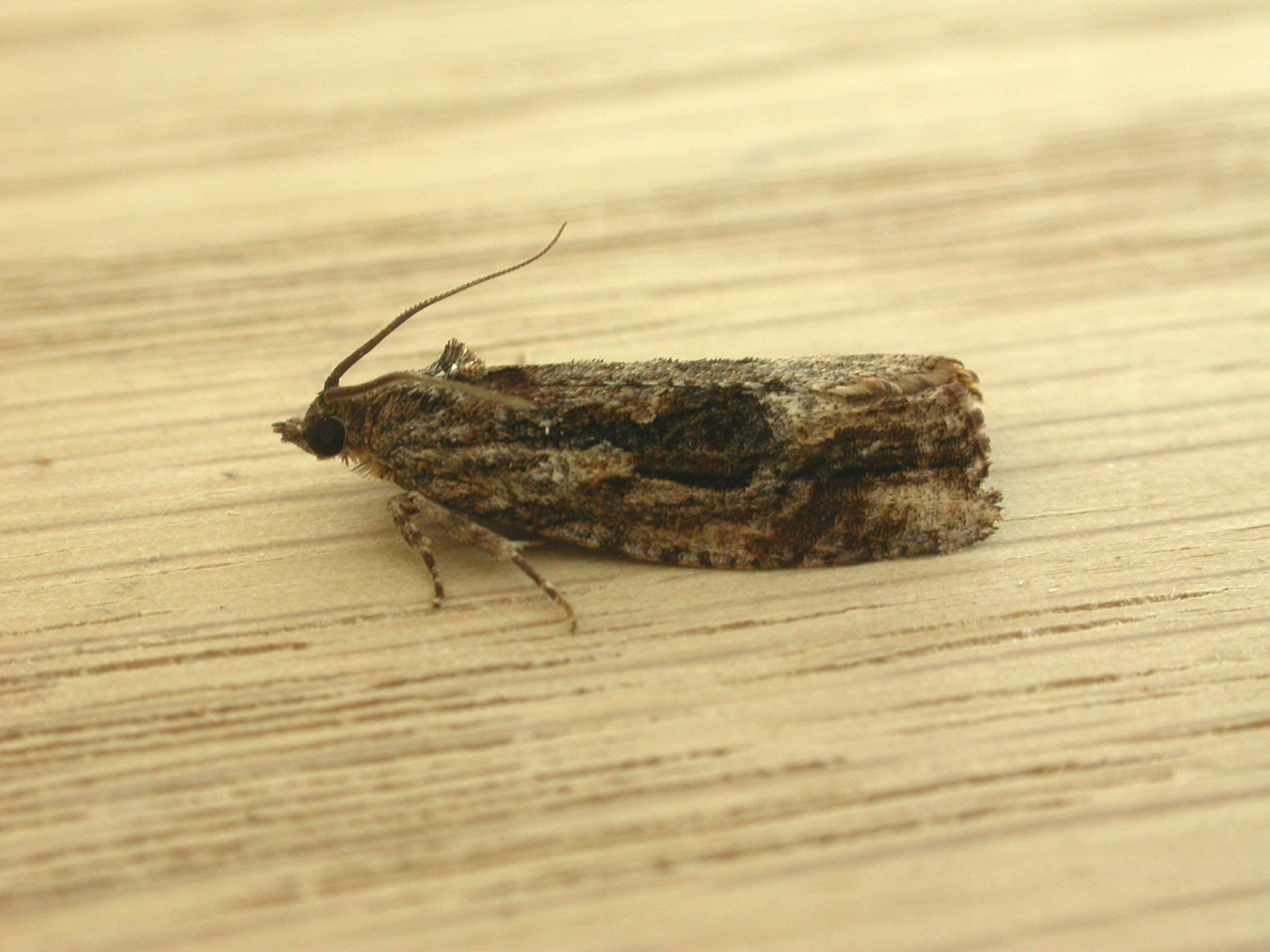
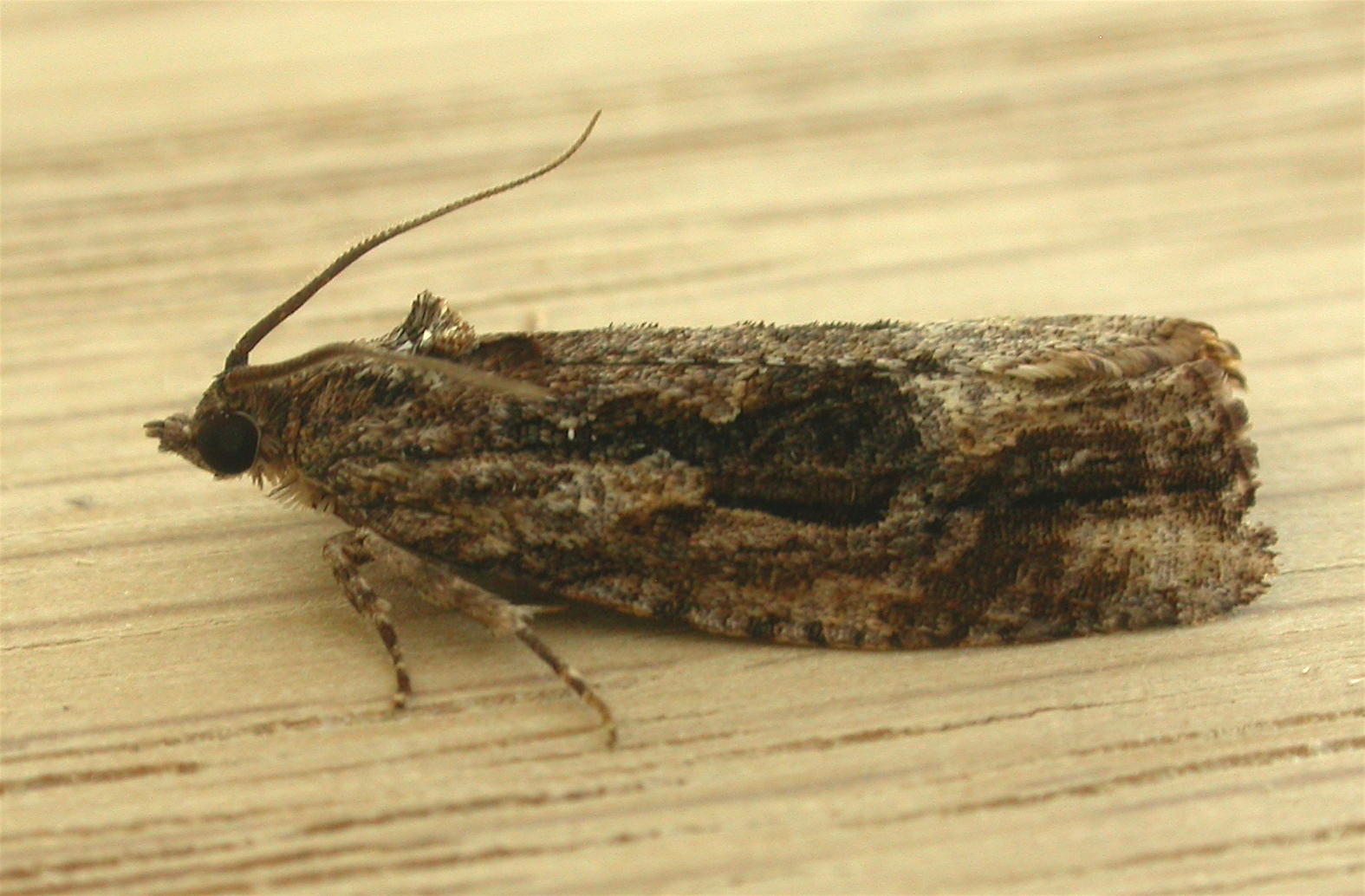
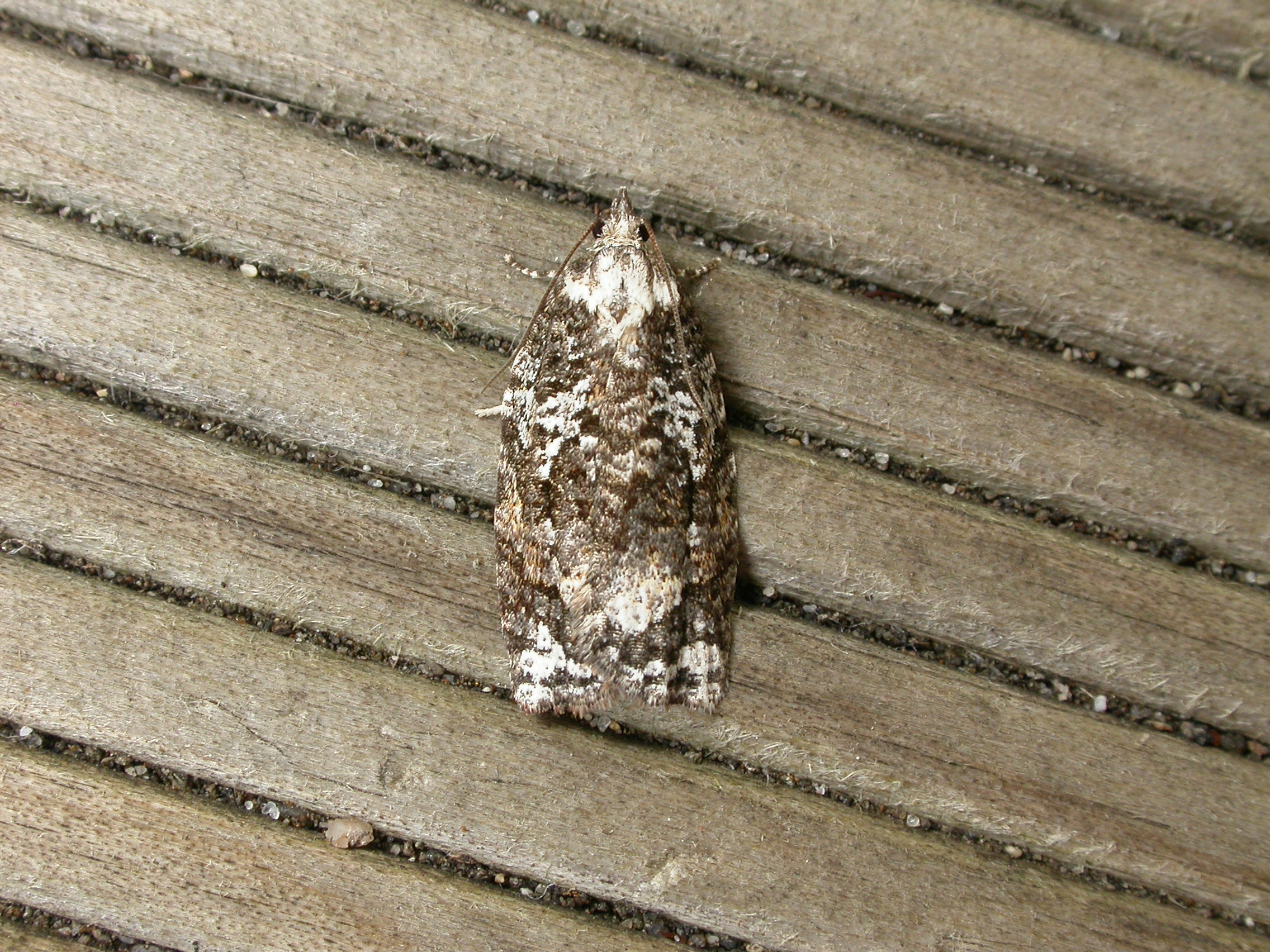
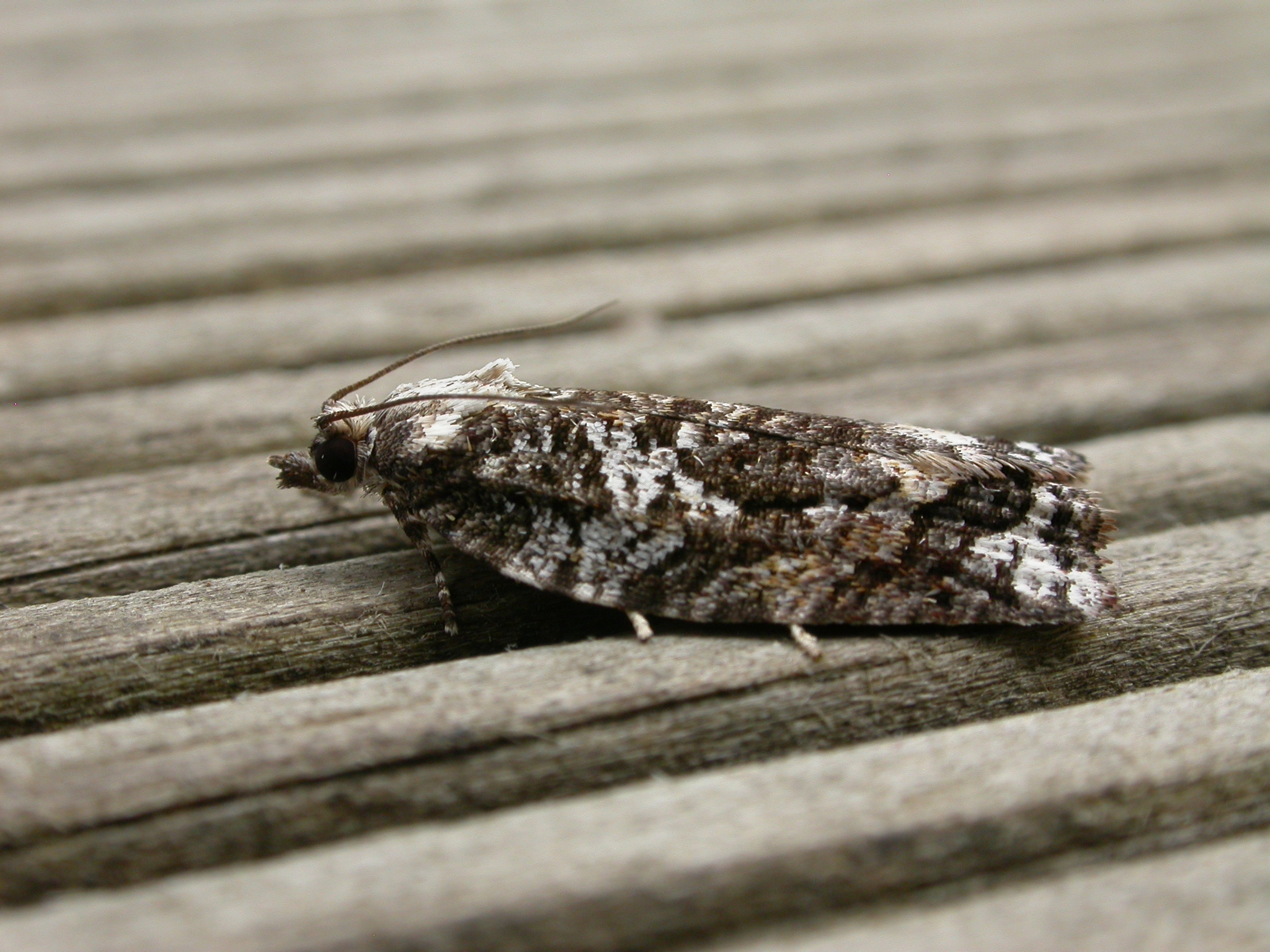
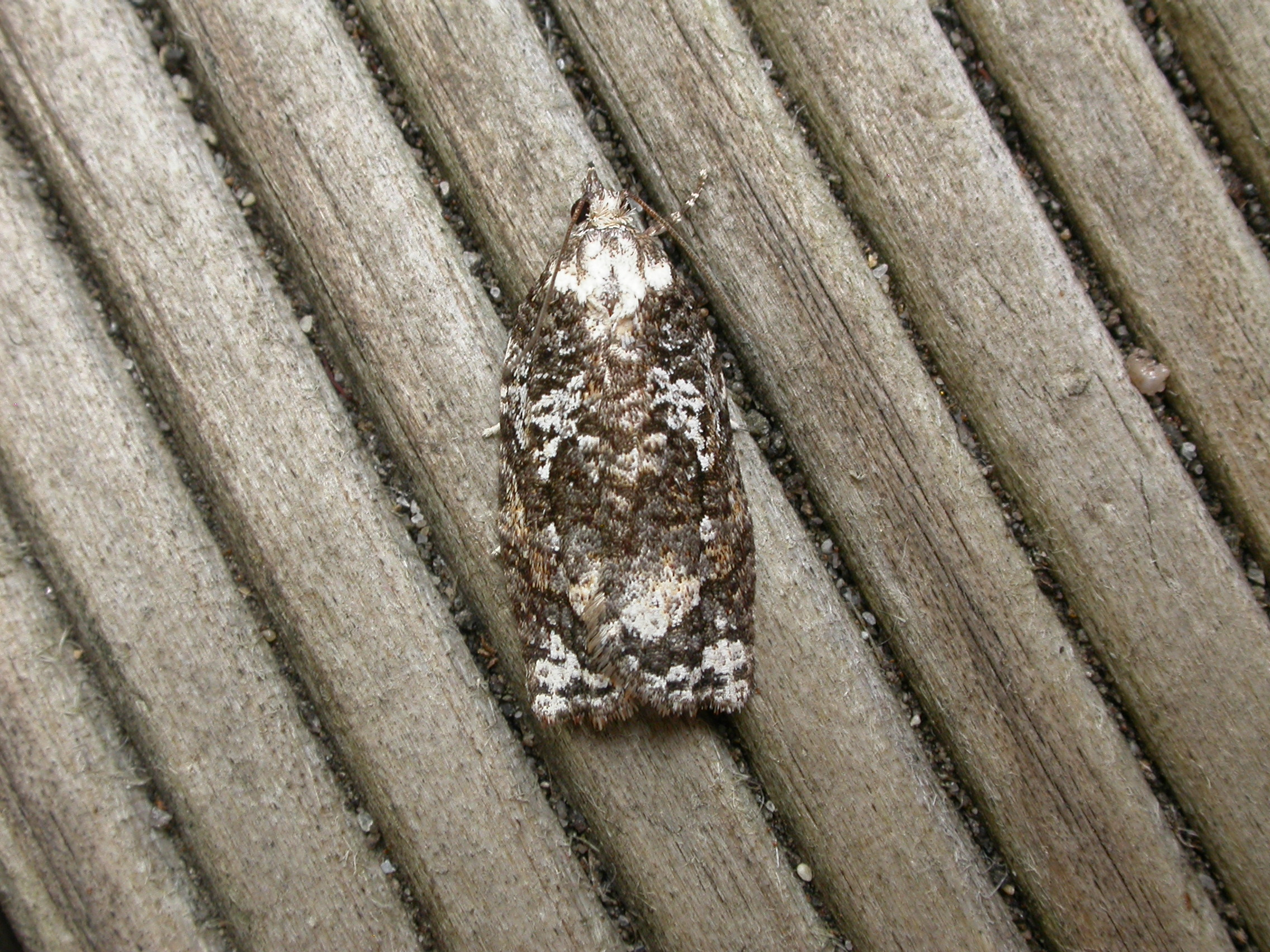

## Dottertaxa tillThrincophora, i alfabetisk ordning[1]
- Thrincophora archboldi
- Thrincophora canana
- Thrincophora cerasta
- Thrincophora cinefacta
- Thrincophora deloptycha
- Thrincophora dolosana
- Thrincophora dryinodes
- Thrincophora ergophora
- Thrincophora excelsa
- Thrincophora hedista
- Thrincophora impletana
- Thrincophora inconcisana
- Thrincophora indecretana
- Thrincophora leucotorna
- Thrincophora lichenica
- Thrincophora lignigerana
- Thrincophora magnana
- Thrincophora malacodes
- Thrincophora microtera
- Thrincophora nebulosa
- Thrincophora ochracea
- Thrincophora ostracopis
- Thrincophora ptychosema
- Thrincophora rudis
- Thrincophora rudisana
- Thrincophora signigerana
- Thrincophora stenoptycha
- Thrincophora tetrica
- Thrincophora xuthobapta